# بروميد الروبيديوم
 بروميد الروبيديوم  مركب كيميائي له الصيغة RbBr ، ويكون على شكل بلورات بيضاء.

## الخواص
- ينحل مركب بروميد الروبيديوم بشكل جيد في الماء، حيث ينحل 980 غ لكل ليتر من الماء عند الدرجة 20°س.
- البنية البلورية لبروميد البيريليوم مشابهة لبنية كلوريد الصوديوم. لثابت الشبكة البلورية في المركب قيمة تبلغ 6.85 أنغستروم.[2]

## التحضير
يحضر بروميد الروبيديوم من تفاعل هيدروكسيد الروبيديوم مع حمض هيدروبروميك:
RbOH + HBr → RbBr + H2O
يمكن أن يحضر التفاعل من الكربونات حسب المعادلة:
Rb2CO3 + 2HBr → 2RbBr + H2O + CO2
كما يمكن أن يحضر من التفاعل المباشر لعنصري البروم والروبيديوم.

## الاستخدامات
تدخل هاليدات الروبيديوم على العموم في تركيب الأدوية المهدئة والمضادة للاكتئاب.